# Bolsa de Demiansk
La Bolsa de Demiansk (en alemán: Kessel von Demjansk) conocida en la historiografía soviética como Operación ofensiva de Demiansk (en ruso: Демянская наступательная операция) fue un encerramiento de unos cien mil soldados de la Wehrmacht, por parte de tropas del Ejército Rojo cerca de Demiansk durante la Segunda Guerra Mundial. La batalla por la Bolsa duró desde el 7 de enero al 20 de mayo de 1942, aunque la bolsa no fue completamente evacuada por las tropas alemanas hasta el 21 de abril de 1942.
Una fuerza mucho más pequeña estaba rodeada en la bolsa de Jolm en la ciudad de Jolm, a unos 100 km al suroeste. Ambos resultaron de la retirada alemana tras su derrota durante la batalla de Moscú.
La exitosa defensa de Demiansk se logró mediante el uso de un puente aéreo y fue un avance significativo en la guerra moderna. Su éxito contribuyó en gran medida a la decisión del Alto Mando del Ejército de probar la misma táctica durante la batalla de Stalingrado.

## Creación de la Bolsa

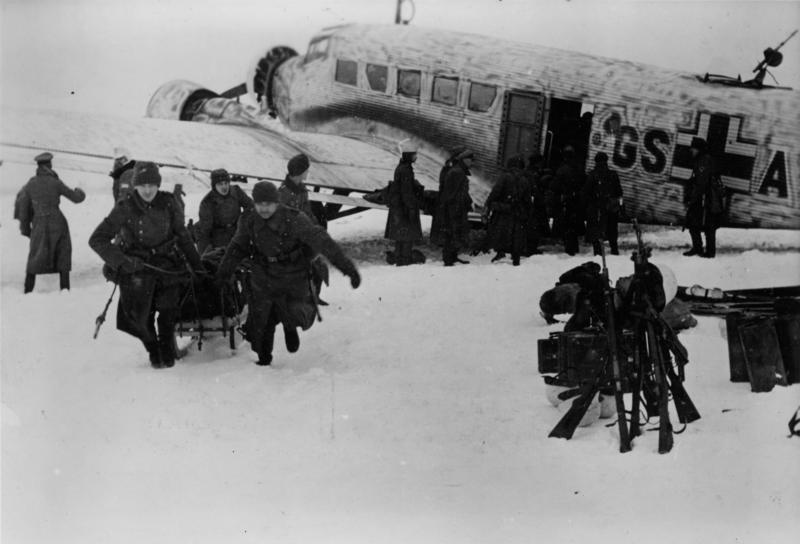
Un avión Ju 52 en Demiansk, enero de 1942.

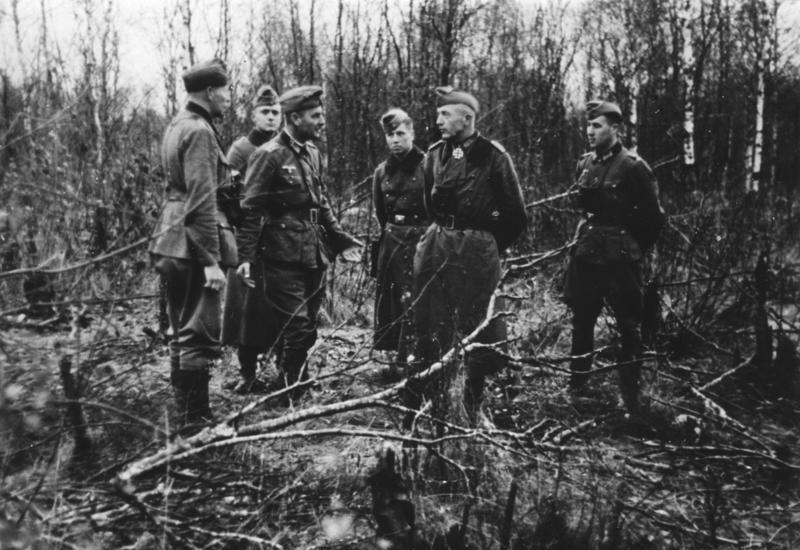
El general Walter von Seydlitz-Kurzbach, jefe de la «Fortaleza Demiansk», con oficiales alemanes dentro del cerco.

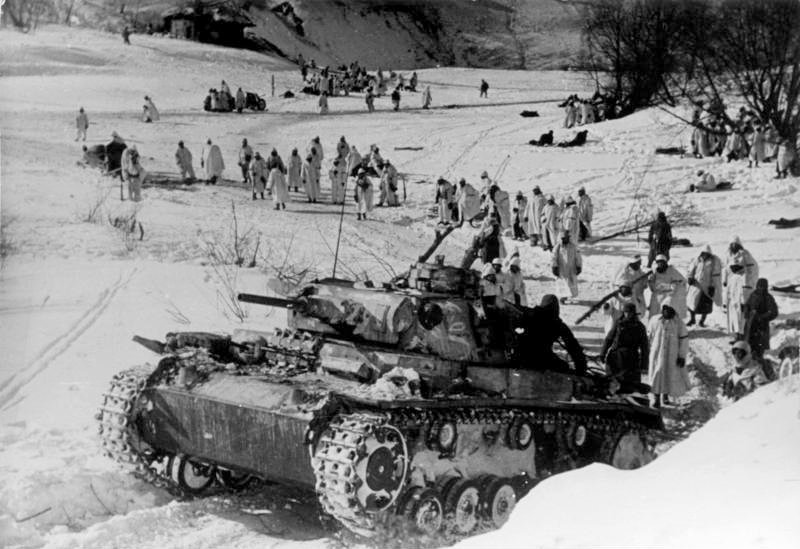
Tropas alemanas en la ruptura del cerco de Demiansk, marzo de 1942.

A partir del 7 de enero de 1942 los soviéticos lanzaron la ofensiva de Demiansk al mando del general Pável Kúrochkin, comandante del Frente Noroeste, con el fin de cortar la comunicación entre el ferrocarril de Stáraya Rusa y las posiciones alemanas en Demiansk, que correspondían al II Cuerpo de Ejército alemán del Grupo de Ejércitos Norte creado por la Wehrmacht durante la Operación Barbarroja. En conjunción con ello, se lanzó un avance soviético simultáneo desde el norte y el sur, en forma de tenaza, logrando el 8 de febrero cercar a las tropas alemanas. 

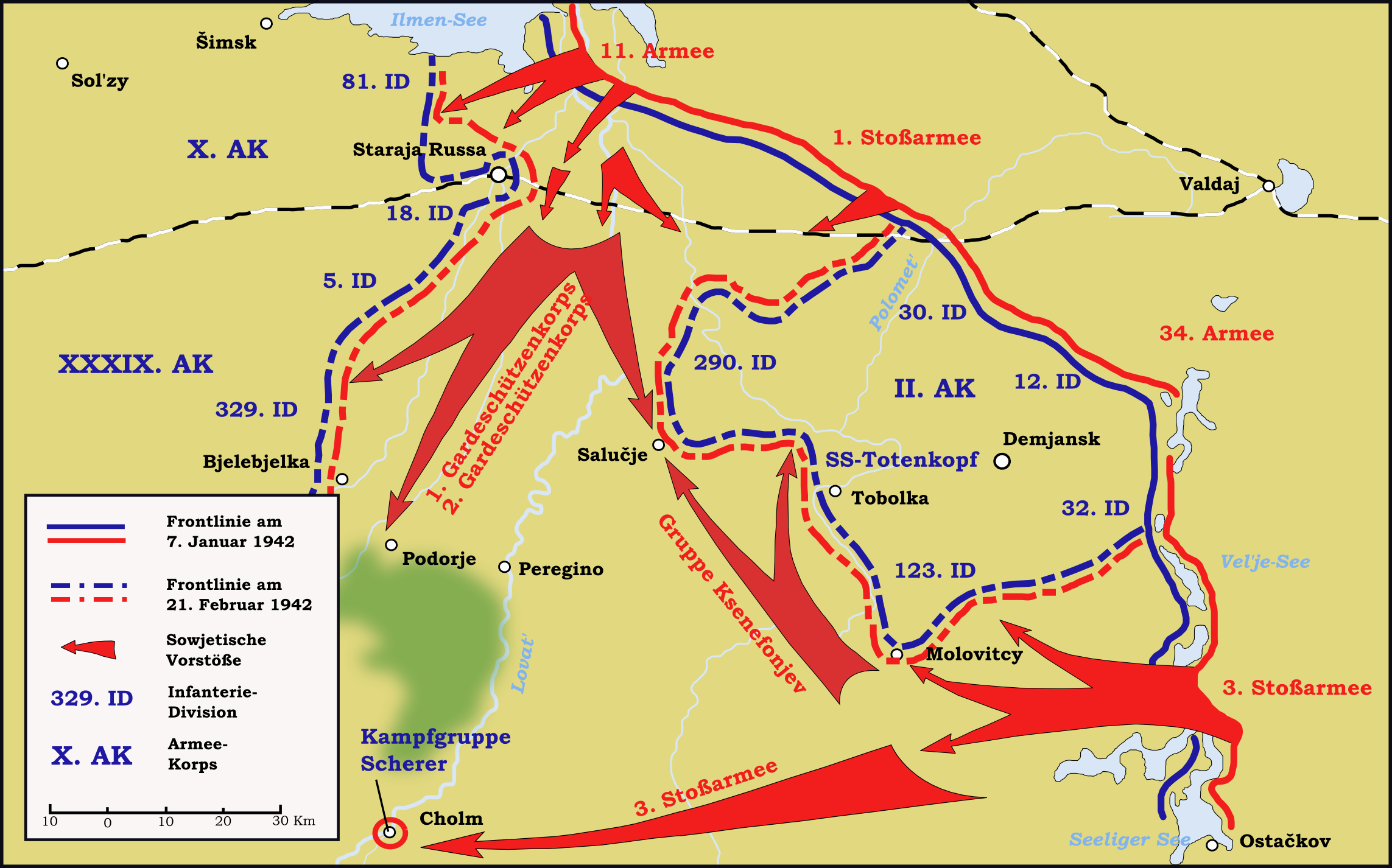
Ofensiva soviética (en rojo) al sur del lago Ilmen del 7 de enero al 21 de febrero de 1942.

El 8 de febrero de 1942 las tropas soviéticas rodearon al II Cuerpo de Ejército alemán que incluía las divisiones de infantería 12.ª, 30.ª, 32.ª, 123..ª y 290.ª, la división de las Waffen-SS Totenkopf, además de diversos elementos del Reichsarbeitsdienst (Servicio de Trabajo del Reich), de la Ordnungspolizei (Policía), de la Organización Todt y otras unidades auxiliares, a las órdenes del General de Infantería Walter von Brockdorff-Ahlefeldt. A estas fuerzas, unos 95 000 soldados, se oponían 18 divisiones de infantería soviéticas del Frente del Noroeste, dirigidas por el general Pável Kúrochkin y encuadradas en el 11.º Ejército, el 1.º y 2.º Ejército de Choque y en el 1.º y 2.º Ejército de Fusileros de Guardias.

## La batalla en la Bolsa
Los alemanes quedaron inicialmente sorprendidos por el avance soviético, iniciado el 7 de enero, luego el 12 de enero los soviéticos cortaron las comunicaciones terrestres, ampliando además el territorio bajo su control hasta cerca de Stáraya Rusa, dejando a seis divisiones alemanas encerradas en un espacio de 30 por 40 kilómetros al sur del Lago Ilmen.
Los alemanes acataron la orden de Hitler de no rendirse y sostener las posiciones en Demiansk, y así quedaron sitiados durante 2 meses, abastecidos de alimento y munición por medio de un puente aéreo de la Luftwaffe que entregaba diariamente 270 toneladas de suministros. El 21 de enero los soviéticos lanzaron un ataque directo hacia el cerco alemán para eliminar a las tropas allí concentradas, aunque el frío clima invernal les impidió un despliegue rápido, lo cual favorecía la defensa alemana. 
Desde mediados de febrero el clima mejoró considerablemente y ello facilitó el avance del Ejército Rojo pero también permitió que la aviación alemana ejecutara de manera eficaz el puente aéreo prometido a las tropas de la Wehrmacht cercadas en Demiansk, las que contaban con dos aeródromos en buenas condiciones. En dicho sector del frente la VVS soviética era relativamente débil y no podía combatir eficazmente a los aviones alemanes ni impedir el flujo aéreo de suministros.
El Frente del Noroeste decidió continuar sus operaciones para eliminar las tropas alemanas en la Bolsa apenas se iniciara la primavera, y aprovechando una amplia superioridad numérica de casi 3 a 1 lanzó un gran número de ataques a lo largo del mes de marzo, particularmente contra el denominado «corredor de Ramushevo», que conectaba débilmente Demiansk y Stáraya Rusa a través de la aldea de Ramushevo, siendo rechazados estos ataques por los alemanes. 
A partir del 21 de marzo las tropas alemanas, reforzadas por los suministros obtenidos en el puente aéreo, lanzaron una ofensiva en el sector de Ramushevo bajo la dirección del general Walther von Seydlitz-Kurzbach, que se hallaba dentro de la Bolsa con la misión de liderar un contraataque de ruptura del cerco mediante un conjunto de unidades de choque denominada Stossgruppe Seydlitz (en alemán: Grupo de ataque de Seydlitz); en esa ocasión los alemanes rompieron el cerco soviético en una rápida operación que permitió la salida de varias unidades, la lucha en ese sector continuó durante varias semanas pero gran parte de la Bolsa seguía reteniendo soldados de la Wehrmacht. Aun así la resistencia alemana en Demiansk había hecho que varias divisiones del Ejército Rojo quedaran atadas al terreno en vez de movilizarse a otras zonas del frente, situación estimulada por la exigencia de la Stavka soviética de eliminar la Bolsa de Demiansk antes de la primavera. 
En el resto de marzo hubo una serie de combates tenaces en torno a Demiansk, con tropas soviéticas intentando cerrar el paso a los alemanes que se desplazaban de Ramushevo a Stáraya Rusa, pero éstos a su vez resistían muy bien gracias a los suministros proporcionados por la Luftwaffe: desde inicios de febrero hasta fines de abril los alemanes cercados habían recibido 65 000 toneladas de suministros, y 31 000 soldados de refuerzo, logrando evacuar por vía aérea a cerca de 36 000 heridos.
Finalmente el OKH alemán consideró que abandonar Demiansk era la solución más adecuada, a cambio de reintegrar las divisiones cercadas a las otras tropas del 16.° Ejército alemán para posteriores ofensivas. Entre el 21 de abril y al terminar ese mes la Bolsa había sido exitosamente evacuada por el resto de tropas alemanas cuando éstas agrandaron la brecha del «corredor de Ramushevo», mientras la atención de la Stavka soviética se concentraba en el sector de Moscú esperando una ofensiva alemana en el verano de 1942, dejando de lado las operaciones sobre la Bolsa de Demiansk.
Al terminar las hostilidades en la «bolsa» a inicios de mayo, los alemanes habían sufrido 3.335 bajas mortales y unos diez mil heridos (en gran parte congelados) de sus 100 000 efectivos. Los combates en la zona, no obstante, continuaron hasta octubre de 1942 y esta resistencia a ultranza permitió al OKH «clavar en el terreno» a un gran número de fuerzas soviéticas, que de otro modo podrían haber acudido a otras zonas del frente oriental. Por su excelente mando y su especial espíritu combativo al frente de su división, el fanático jefe nazi Theodor Eicke se convirtió en el 88.° soldado alemán condecorado con la Cruz de Caballero de la Cruz de Hierro, el 20 de mayo de 1942. Tropas del Ejército Rojo entraron en Demiansk el 1 de mayo, tras la evacuación alemana, ocupando al día siguiente toda el área de la «bolsa». 
No obstante, el costo para la Luftwaffe fue elevado pues entre enero y abril se perdieron 265 aviones, incluyendo 106 Junkers Ju 52, 17 Heinkel He 111 y dos Junkers Ju 86; además de que 387 aviadores fallecieron. Por su parte la VVS perdió en las operaciones de Demiansk 408 aviones, incluyendo 243 cazas. 
El área de Demiansk y Valdai se mantuvo como frente de combate efectivo hasta el 1 de marzo de 1943, cuando los alemanes debieron retirarse definitivamente de la región al sur del Lago Ilmen y retroceder sus líneas hacia Leningrado.

## Consecuencias
El éxito del puente aéreo de Demiansk fue un factor que en noviembre de 1942 influyó en la decisión de Hitler, secundado por Hermann Goering, de ejecutar una operación similar en la Batalla de Stalingrado para entregar suministros al Sexto Ejército alemán cercado en dicha ciudad mediante un gran puente aéreo. Si bien Hitler aceptó gustosamente esta idea, las situaciones eran muy diferentes, pues en Demiansk se trataba de abastecer sólo a un cuerpo de ejército integrado por 100 000 hombres, formando el equivalente a siete divisiones (incluyendo fuerzas auxiliares) que necesitaban 270 toneladas diarias de suministros. Por el contrario en Stalingrado se debía atender a todo un ejército completo formado por 300 000 combatientes, equivalentes a veinte divisiones, que precisaban 500 toneladas diarias de suministros. 
También se dejó de considerar que el puente aéreo de Demiansk empezó a mediados de febrero cuando el severo invierno ruso había bajado en intensidad y estaba por empezar la primavera, permitiendo que con el paso de las semanas aumentara el uso extensivo de aviones gracias al buen clima. Mientras tanto en Stalingrado el puente aéreo empezó a fines de noviembre al mismo tiempo que la estación invernal y por tanto los aviones eran obligados a operar en los meses de frío más intenso (diciembre y enero), con pésimas condiciones de clima que impedían el vuelo, reduciendo la eficacia del puente aéreo.